# 中華人民共和國愛國主義教育法
《中華人民共和國愛國主義教育法》是中华人民共和国第十四届全国人民代表大会常务委员会於2023年10月24日的第六次會議上表決通過的法律，於2024年1月1日起開始實施。

## 概況

### 立法宗旨
中华人民共和国全国人民代表大会聲稱制訂本法是落實憲法規定，教育引導公民自覺履行維護國家統一和民族團結，維護國家安全、榮譽和利益的憲法義務，保證國家長治久安的重要舉措。

### 立法依據
本法依據《新時代愛國主義教育綱要》及《中华人民共和国宪法》制定。

### 立法歷程
2023年6月25日，宣布審議《愛國主義教育法》，第十四屆全國人大常委會第3次會議審議《中華人民共和國愛國主義教育法》草案。2023年10月8日，召开会议，並由常委会组成人员根據各方面的意见，对草案逐条审议。2023年10月20日，草案二次审议稿已按意见作出修改，宪法和法律委员会提请本次常委会会议审议通过。2023年10月24日，本法於第十四屆全國人大常委會第六次會議期間通过，並於2024年1月1日起施行。

### 適用範圍
本法亦針對「香港特別行政區同胞、澳門特別行政區同胞」、「台湾同胞」、「海外僑胞」。

## 評價

### 正面评价
《中国人大》期刊刊文指出，《中华人民共和国爱国主义教育法》有利于推进爱国教育常态化，有助于增强中华民族的家国情怀，有利于坚持文化自信，利用好网络数字化技术推进爱国教育。

### 负面评价
有評論認為《愛國主義教育法》的通過標誌著中國政府加強愛國教育，並意圖對青年人進行思想控制，使他們忠於中国共产党，以及強化習近平的獨裁統治。美国之音则认为，《爱国主义教育法》是中共为了加强对宗教的控制和进一步打压宗教自由。